# Parachabora cuprea
Parachabora cuprea är en fjärilsart som beskrevs av Heinrich Benno Möschler 1890. Parachabora cuprea ingår i släktet Parachabora och familjen nattflyn. Inga underarter finns listade i Catalogue of Life.